# 허백
허백(許伯, ? ~ 1357년)은 고려 후기의 문신이다. 본관은 양천(陽川)이다. 허공(許珙)의 손자이다.

## 생애
1317년(충숙왕 4) 문과에 급제했다.
1344년(충목왕 즉위년) 2월 양천군(陽川君)으로서 함양군(咸陽君) 박충좌(朴忠佐)와 함께 판전민도감사(判田民都監事)로 임명되었고, 6월 동지밀직사사(同知密直司事)로서 시독(侍讀) 중 한 명으로 뽑혔다.
10월 밀직사사(密直司使)로 승진했으며, 1347년(충목왕 3) 지공거(知貢擧)로서 문과를 주관해 김인관(金仁琯) 등 33명에게 급제를 주었다.
1349년(충정왕 원년) 염제신(廉悌臣)과 함께 도첨의찬성사(都僉議贊成事)로 임명되었고, 1352년(공민왕 원년) 다시 시독 중 한 명으로 뽑혔다.
1356년(공민왕 5) 5월 황석기(黃石奇)와 함께 다시 도첨의찬성사에 임명되었다가, 7월 관제가 문종(文宗) 때의 것으로 복구되자 중서시랑동평장사(中書侍郞同平章事)로 고쳐 임명되었다.
그러나 11월 윤환(尹桓)·류탁(柳濯)과 함께 유배되었으며, 이듬해 졸했다.
시호는 문정(文正)이다.

## 가족 관계
- 증조 - 허수(許遂) : 추밀원부사(樞密院副使)·한림학사승지(翰林學士丞旨)
  - 조부 - 허공(許珙, 1233년 ~ 1291년) : 첨의중찬(僉議中贊)·수문전대학사(修文殿大學士)·감수국사(監修國史)·판전리사사(判典理司事)·세자사(世子師), 문경공(文敬公)
    - 아버지 - 허관(許冠) : 민부산랑(民部散郞), 증 도첨의찬성사(都僉議贊成事)·우문관대제학(右文館大提學)·감춘추관사(監春秋館事)
    - 어머니 - 도첨의중찬(都僉議中贊)·감수국사·판전리감찰사사(判典理監察司事)·상호군(上護軍)·낙랑부원군(樂浪府院君), 양의공(良毅公) 송분(宋玢, 1239년 ~ 1318년)의 장녀
      - 동생 - 허선(許僐)[8]
      - 동생 - 허교(許僑)[8] : 개성부윤(開城府尹), 허응(許應, ? ~ 1411년)의 아버지
      - 부인 - 판사재시사(判司宰寺事) 정유의(鄭惟義)의 딸[8]
        - 장남 - 허경(許絅) : 초명 허령(許齡), 지신사(知申事)·보문각제학(寶文閣提學)·지제교(知製敎), 허금(許錦, 1340년 ~ 1388년)의 아버지
        - 차남 - 허강(許綱)[8] : 밀직제학(密直提學)
        - 사위 - 민변(閔抃, ? ~ 1377년)[7] : 여흥군(驪興君), 민제(閔霽)·민량(閔亮)·민개(閔開)의 아버지